# Rozwiązania Mie
Rozwiązania Mie – dokładne rozwiązanie problemu rozpraszania światła na sferycznych cząstkach w postaci nieskończonego, ale zbieżnego szeregu. Rozwiązania Mie dają informacje o ilości promieniowania zaabsorbowanego lub rozproszonego przez cząstkę. Właściwości rozproszeniowe cząstki obliczone zgodnie z tym rozwiązaniem noszą kolokwialną (ale nieprawidłową) nazwę rozpraszanie Mie.
Rozwiązanie Mie opisuje rozwiązanie równań Maxwella dla nadchodzącej wiązki fal elektromagnetycznych rozpraszanych na sferycznych cząstkach. Nazwa pochodzi od twórcy rozwiązania niemieckiego fizyka Gustawa Mie.
Rozwiązanie to zostało niezależnie opracowane przez duńskiego fizyka Ludviga Lorenza i dlatego czasami jest nazywane rozwiązaniem Lorenza-Mie.
Dla sferycznych cząstek (i kilku innych geometrii, np. koncentrycznych sfer, a nawet układu sfer) możliwie jest dokładne rozwiązanie równań rozpraszania światła w postaci nieskończonego, ale zbieżnego szeregu. Rozwiązania te są dokładne dla dowolnych współczynników załamania cząstki i dla całego zakresu długości fali świetlnej. Parametrem charakterystycznym jest parametr wielkości:
{\displaystyle x={\frac {2\pi r}{\lambda }},}
gdzie:
{\displaystyle r} – promień cząstki rozpraszającej,
{\displaystyle \lambda } – długość fali promieniowania elektromagnetycznego.
Rozpraszanie Rayleigha jest przybliżeniem, które można bezpośrednio uzyskać z rozwiązań Mie dla parametru wielkości znacznie mniejszego od 1 (czyli dla cząsteczek o rozmiarach dużo mniejszych niż długość fali promieniowania elektromagnetycznego).
Opracowano także dokładne metody dla cząstek niesferycznych lub cząstek z niejednorodnym rozkładem współczynnika refrakcji oparte na przybliżeniu dyskretnych dipoli i inne techniki numeryczne.

## Zastosowania

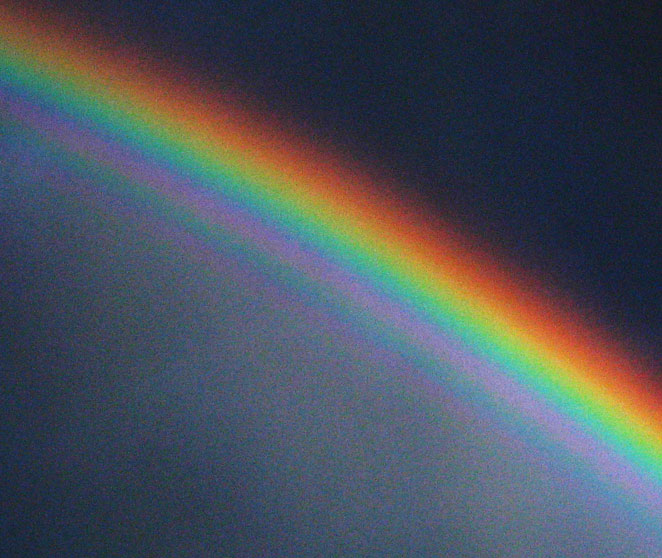
Rozwiązania Mie wyjaśniają także zjawisko tęcz wielokrotnych

Rozwiązania Mie problemów zgłoszeniowych mają bardzo istotne zastosowania w wielu działach stosowanej fizyki, chemii i przemysłu, m.in. w problemach aktywnej i pasywnej teledetekcji. Dużym działem zastosowań są pomiary wielkości małych cząstek metodami optycznymi. Tego typu mierniki stosowane są w wielu dziedzinach – np. w przemyśle samochodowym do badania wielkości kropli benzyny w gaźnikach, w wielu działach farmaceutyki w zastosowaniach tzw. cytometrii przepływowej, czy do pomiarów wielkości kropli, aerozoli, i nawet (w przybliżeniu) cząstek niesferycznych. Duża grupa algorytmów używanych w teledetekcyjnych metodach satelitarnych (np. teledetekcja aerozoli i chmur) używa rozwiązań Mie. Podobne zastosowania znajdują rozwiązanie Mie w metodach opartych na pomiarach radarowych. Z definicji parametru rozmiaru rozwiązania Mie zależy tylko od stosunku wielkości obiektu do długości fal (i od współczynnika załamania). Wobec tego rozwiązania Mie znajdują też zastosowania w problemach rozpraszania długich fal na obiektach takich jak np. samolot.